# Pepito Arriola
Pour les articles homonymes, voir Rodriguez et Carballeira.
José Rodríguez Carballeira, connu sous le nom de Pepito Arriola, né à Betanzos, en Galice, le 14 décembre 1895 et mort le 24 octobre 1954 à Barcelone, est un enfant prodige, violoniste et pianiste espagnol.
Il est le cousin germain de la célèbre Hildegart Rodríguez Carballeira, également enfant prodige, assassinée par sa mère Aurora en 1933 durant la République espagnole. 

## Biographie

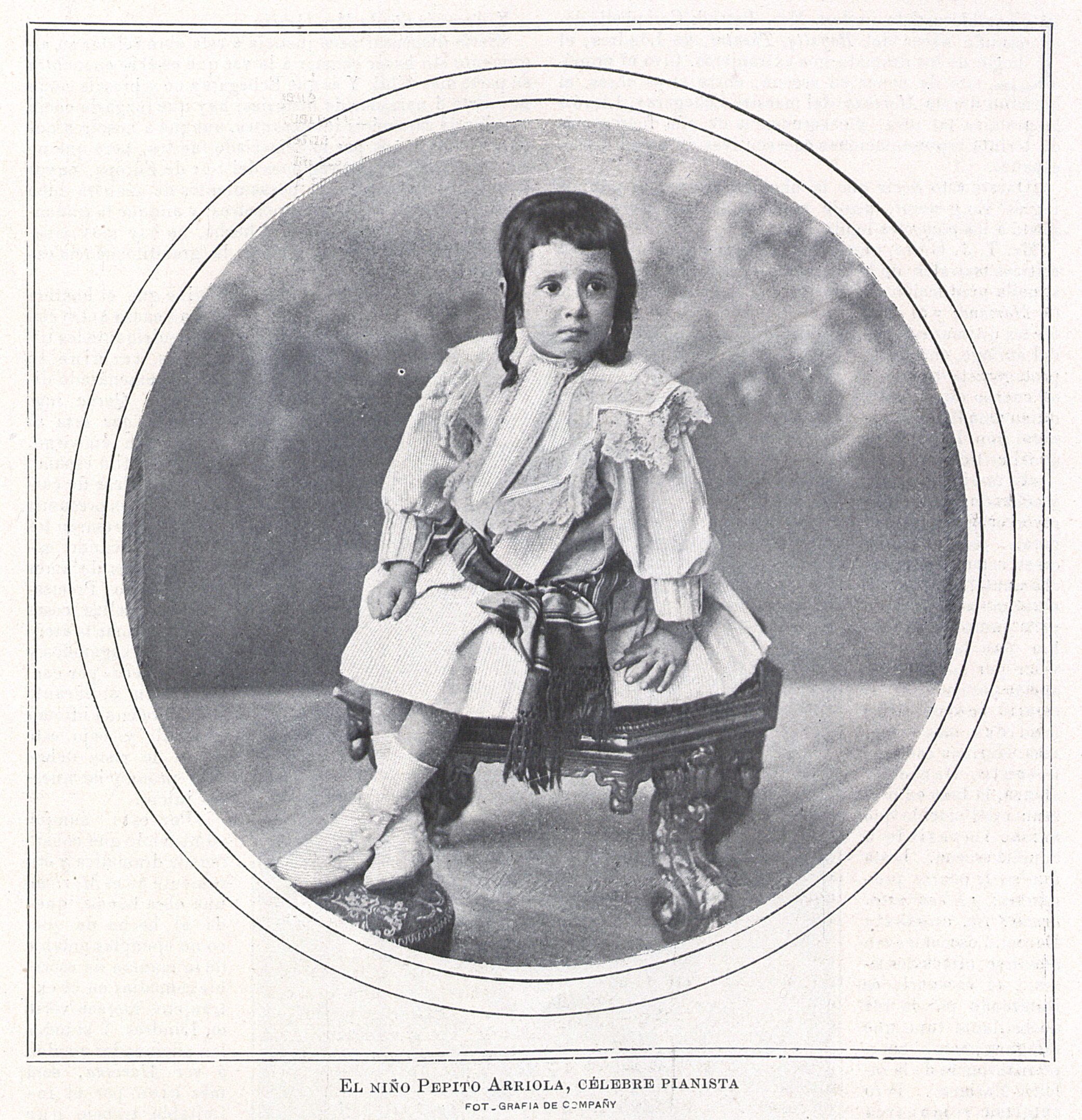
Pepito Arriola, El Teatro (1901).

Pepito naît dans la province de La Corogne, dans un milieu aisé de la bourgeoisie galicienne.
Né de père inconnu, il est élevé par sa mère Josefa Rodríguez Carballeira, puis par sa tante Aurora Rodriguez Carballeira, qui l'éduque. Pepito est pianiste, compositeur et joueur de violon. Il est un enfant prodige et devient célèbre internationalement comme le «Mozart espagnol».
Ainsi, le 4 décembre 1899, à l'âge de trois ans, Pepito donne des concerts en public au Palais royal de Madrid. En tant que jeune violoniste, il impressionne l'Europe, jouant notamment à Saint-Pétersbourg, à Berlin et à Leipzig.
In 1911, Pepito Arriola se produit aux États-Unis, au Elitch Theatre de Denver, comme le rapporte Mary Elitch Long: "Denver musicians were given the opportunity to hear Pepito Ariola, the famous boy pianist".
Sa tante Aurora le prend pour modèle d'enfant surdoué. Elle conçoit ainsi sa fille Hildegart, cousine germaine de Pepito, également enfant prodige, qu'elle assassine en 1933 à Madrid. Cette affaire judiciaire reste célèbre dans l'Entre-deux-guerres.

## Postérité
En 2024, dans le film La Vierge rouge de Paula Ortiz, son rôle est joué enfant par Bosco Fernández et adulte par Fernando Delgado-Hierro. 

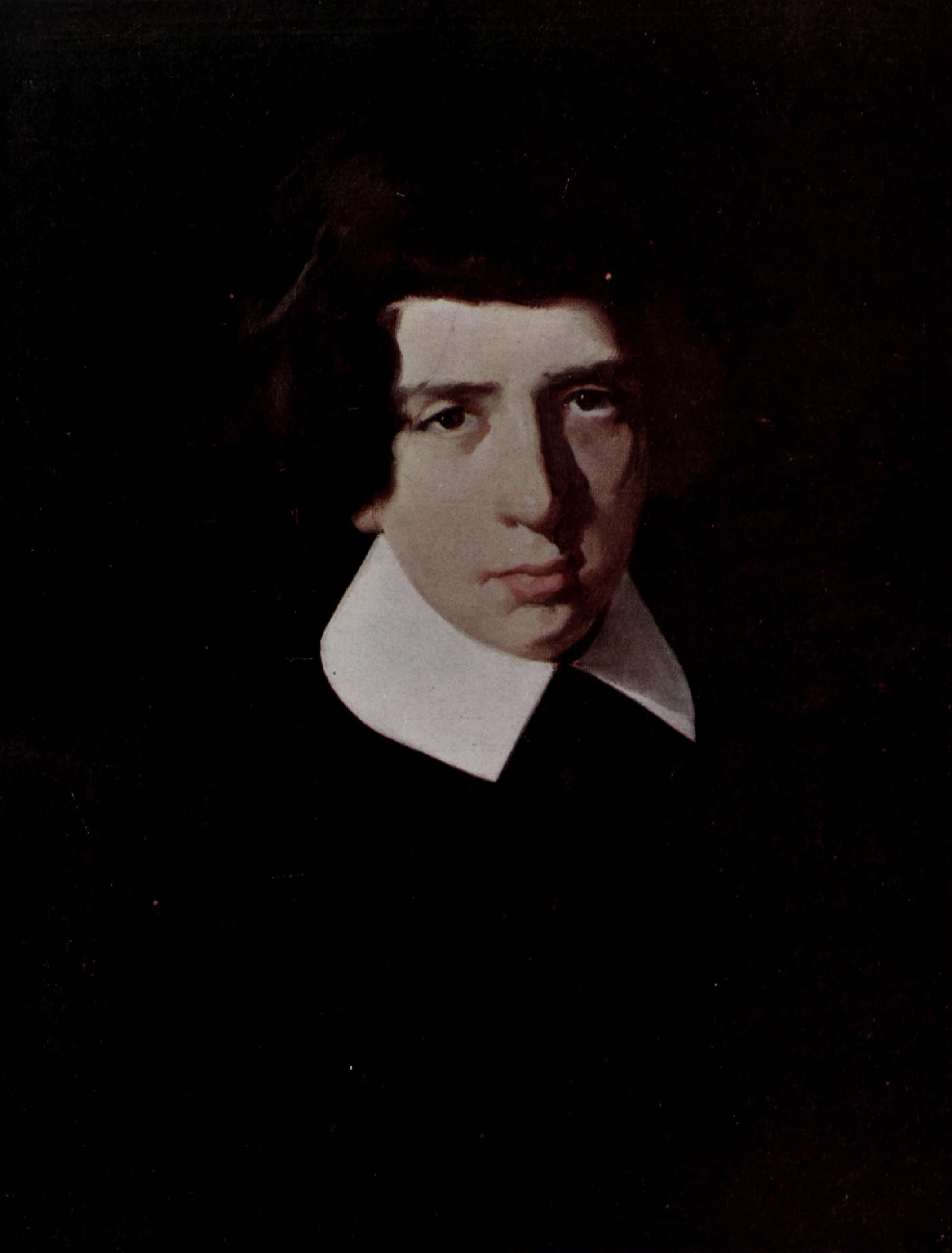
Portrait par le peintre Vila Prades (La Esfera, 1915).